# Телескоп Самуеля Ошина
Телескоп Самуеля Ошина (англ. Samuel Oschin telescope) — телескоп Шмідта з 48-дюймовою апертурою (1,22 м) в паломарській обсерваторії на півночі округу Сан-Дієго, Каліфорнія. Складається з коректора Шмідта розміром 1,264 м і дзеркала розміром 1,8 м (f/2,5). Інструмент — камера немає можливості для окуляра, щоб дивитися крізь нього. Спочатку він використовував 25 см і 36 см скляні фотопластини. Оскільки фокальна площина викривлена, ці пластини потрібно було попередньо сформувати в спеціальному пристосуванні перед завантаженням у камеру.
Будівництво телескопа почалося в 1939 році і було завершено в 1948 році. У 1986 році він був названий телескопом Семюеля Ошіна. До цього він називався просто 48 дюймовий телескоп (1,2 м) Шмідта.
У середині 1980-х коректорну пластину було замінено на скло з меншою хроматичною аберацією, що створювало зображення вищої якості в ширшому спектрі.